# Воровка (фильм, 1994)
«Воровка» — художественный фильм режиссёров Валерия Ускова и Владимира Краснопольского, снятый в 1994 году.

## Сюжет
Начало 1990-х годов. Провинциальная, детдомовская, симпатичная и наивная девушка Люба попадает в Москву, где остаётся без средств к существованию. Нет ни жилья, ни работы, ни денег на обратный билет. И вот, она встречает своего прекрасного принца — высокого красивого мажора по имени Валерий, который увозит её в свой прекрасный замок и в райскую жизнь, где не надо попрошайничать и ночевать на вокзалах. Но Валерий обманывает Любу, подкладывает ей в сумочку золотой браслет, а назавтра заявляет в милицию о якобы краже браслета и дорогих часов из коллекции отца, которые он на самом деле «загнал» бандитам. Казалось бы, судьба девушки предрешена — суд, срок, этап, тюрьма. Но её дело бесплатно берется расследовать начинающий адвокат по имени Олег, и между ним и Любой завязывается роман.

## В ролях
- Ольга Вильнер — Люба
- Геннадий Назаров — Олег, адвокат
- Андрей Барило — Валерий
- Пётр Вельяминов — отец Валерия
- Виктор Павлов — прокурор
- Владимир Кашпур — слушатель в суде
- Валентина Талызина — судья
- Михаил Мамаев — главарь банды
- Сергей Галкин — бандит Каменюк («Мамонт»)
- Борис Новиков — народный заседатель
- Наталья Егорова — женщина-мафиози
- Лидия Савченко — народный заседатель
- Вера Ивлева — уборщица в адвокатской конторе
- Юрий Яковлев — (рассказчик)
- Амаяк Акопян — кавказец в аэропорту
- Константин Чепурин — продавец в палатке
- Эмиль Брагинский — Перчиков, адвокат (в титрах не указан)

## Съёмочная группа
- Автор сценария: Эмиль Брагинский
- Режиссёр: Валерий Усков, Владимир Краснопольский
- Оператор: Виктор Якушев
- Художник: Владимир Донсков

## Награды
- Кинотавр, 1995 год: номинация на Гран-при Большого конкурса